# Maria Anna d'Asburgo (imperatrice del Sacro Romano Impero)
Maria Anna d'Asburgo, nota anche come Maria Anna d'Austria, infanta di Spagna (San Lorenzo de El Escorial, 18 agosto 1606 – Linz, 13 maggio 1646), era la terza figlia del re Filippo III e Margherita d'Austria, sorella di Anna d'Austria, del futuro re Filippo IV e del Cardinale-Infante Ferdinando d'Asburgo. Sposò Ferdinando III d'Asburgo, diventando Imperatrice del Sacro Romano Impero.

## Biografia

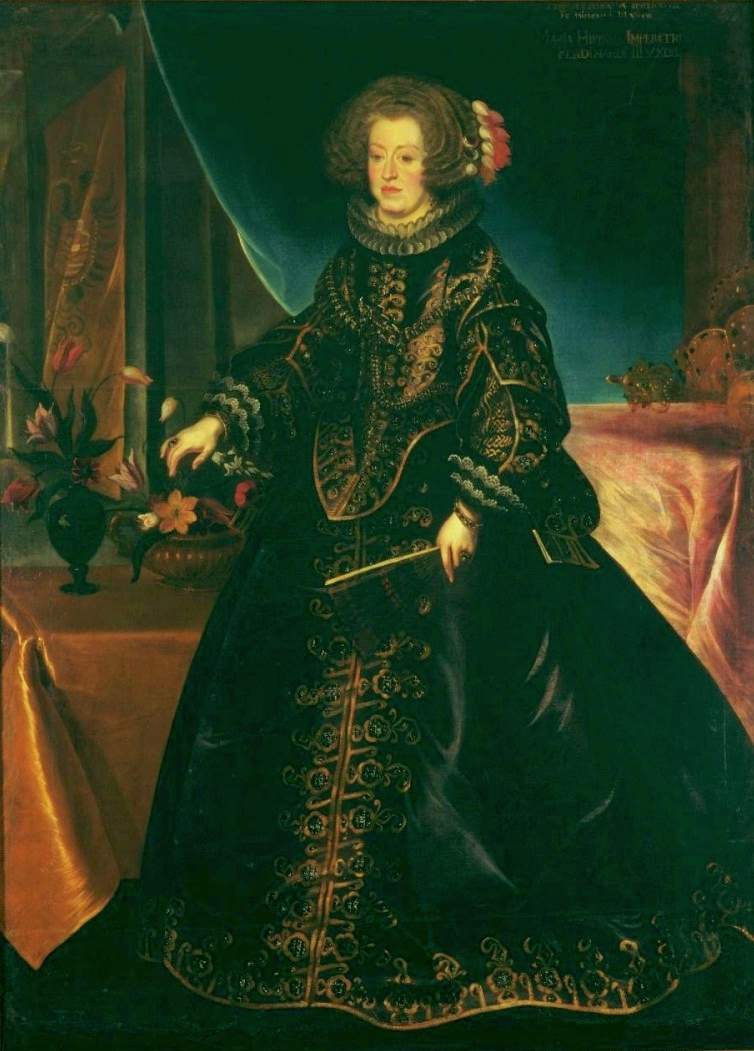
Maria Anna Sacra Romana Imperatrice, di Frans Luycx, ca. 1638, Visitationist Monastery in Varsavia.

L'infanta Maria Anna di Spagna era la quarta figlia (ma seconda sopravvissuta) di Filippo III di Spagna, e di sua moglie, Margherita d'Austria-Stiria, arciduchessa d'Austria. Da parte di padre, era la nipote di Filippo II di Spagna, e della sua quarta moglie e nipote, l'arciduchessa Anna d'Austria, e da parte di madre era la nipote di Carlo II, e di sua moglie, la principessa Maria Anna di Baviera.
Fin dalla prima infanzia, Maria Anna ha avuto un ruolo importante nei progetti matrimoniali di suo padre. Nell'adolescenza fu promessa sposa all'arciduca Giovanni Carlo, figlio maggiore ed erede dell'imperatore Ferdinando II; tuttavia, il matrimonio non ebbe mai luogo a causa della morte prematura dell'arciduca nel 1618.
Nel 1622, il re Giacomo I d'Inghilterra ricevette un'offerta dal re di Spagna Filippo IV per rafforzare i rapporti dei loro paesi attraverso un matrimonio dinastico tra Carlo, Principe di Galles e Maria Anna. Il possibile matrimonio tra il Principe di Galles e l'Infanta spagnola, era noto nella storia sotto il nome di "Partita spagnola" e provocò una crisi politica interna sia in Inghilterra che in Scozia. Nel 1623 il principe di Galles, accompagnato da George Villiers, I duca di Buckingham, visitò Madrid per incontrare la sua futura sposa. Tuttavia, Maria Anna non voleva sposare un protestante e Carlo non si sarebbe convertito al cattolicesimo. Alla fine, il matrimonio non ebbe luogo non solo per motivi politici, ma anche per la riluttanza del nuovo re spagnolo a concludere un matrimonio dinastico con la Casa degli Stuart. Carlo alla fine sposò Enrichetta Maria di Francia.

## Matrimonio

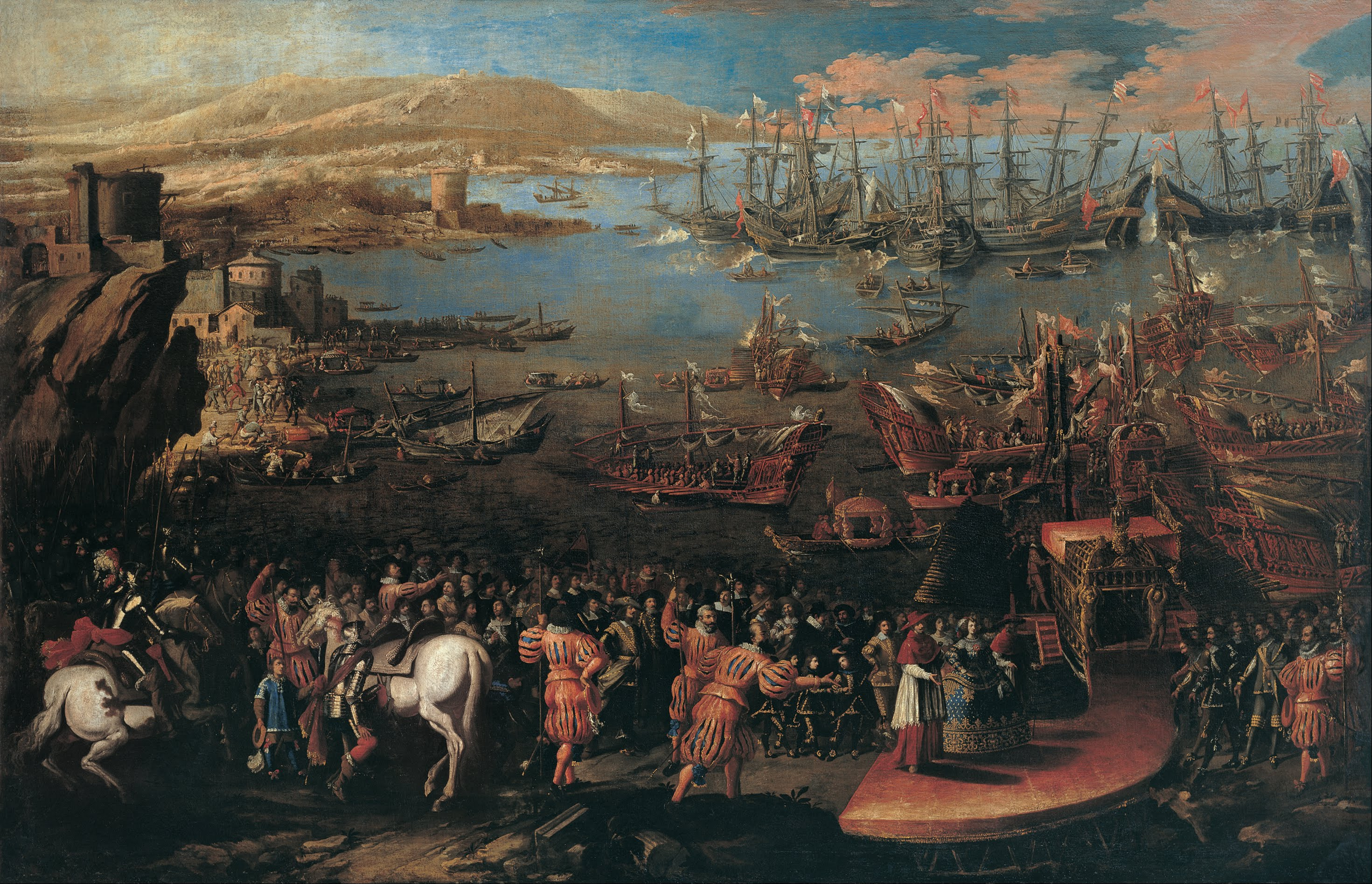
Sbarco dell'Infanta Maria Anna a Napoli, Micco Spadaro (1649), Collezione Banca Santander, Boadilla del Monte

Alla fine del 1626 Maria Anna fu promessa in sposa al fratello minore del suo primo fidanzato, Ferdinando, nuovo erede dell'imperatore Ferdinando II. Il fidanzamento formale fu preceduto da una serie di negoziati che furono condotti nel 1625. Nello stesso anno, il principe Ferdinando fu incoronato re d'Ungheria e nel 1627 re di Boemia. Nel contratto di matrimonio firmato da entrambe le parti nel 1628, fu notato che Maria Anna poteva mantenere i suoi diritti sul trono spagnolo, mentre la sorella maggiore, l'infanta Anna, sposata con il re Luigi XIII di Francia nel 1615, fu costretta a rinunciare a i suoi diritti.
Maria Anna partì per Vienna nel dicembre del 1629. Il viaggio durò più di un anno. Durante il viaggio via mare, a Genova sorsero delle complicazioni a causa di un'epidemia di peste che scoppiò nella penisola italiana. Il corteo fece rotta verso Napoli. A Napoli rimase ospite per molti mesi nella splendida villa del ricco mercante fiammingo Gaspare Roomer, finanziatore del fratello Filippo IV di Spagna, sita nel casale della Barra (dimora oggi conosciuta come Villa Bisignano). Lasciando il Regno di Napoli, l'Infanta attraversò lo stato pontificio, dopo aver fatto un pellegrinaggio alla Basilica della Santa Casa. In questa parte del suo viaggio Maria Anna era accompagnata dall'aristocrazia romana, guidata da un nipote di Papa Urbano VIII, Taddeo Barberini, principe di Palestrina. Il 26 gennaio 1631 arrivò a Trieste, dove conobbe l'arciduca Leopoldo Guglielmo d'Austria, suo futuro cognato, che scortò l'Infanta alla corte di Vienna. Quel giorno, Maria Anna sposò Ferdinando per procura con l'arciduca Leopoldo Guglielmo che fungeva in sua vece.
Prima del matrimonio ufficiale, Ferdinando, non fidandosi dei ritratti precedenti che aveva visto dell'Infanta, decise di sorvegliare segretamente la sua sposa. Il cerimoniere reale chiese un'udienza con Maria Anna; in questa visita, fu accompagnato da alcuni nobili, tra cui il suo sposo. Colpito dalla bellezza dell'Infanta, Ferdinando immediatamente rivelò la sua identità e iniziò una conversazione con Maria Anna in spagnolo. L'amore e il rispetto che il futuro imperatore provò per sua moglie durarono per tutto il loro matrimonio. Non le è mai stato infedele o ha avuto figli illegittimi.
A Vienna il 20 febbraio 1631 Maria Anna fu formalmente sposata con Ferdinando, con festeggiamenti della durata di un mese.
Maria Anna è stata descritta con un temperamento felice, amichevole e intelligente; era in grado di facilitare i sentimenti dell'imperatore malinconico.
Ferdinando e Maria Anna ebbero sei figli:
- Ferdinando IV d'Asburgo (8 settembre 1633-9 luglio 1654);
- Marianna d'Asburgo ( 22 dicembre 1634-16 maggio 1696), moglie del re Filippo IV di Spagna;
- Filippo Augusto d'Asburgo (15 luglio 1637-22 giugno 1639);
- Massimiliano Tommaso d'Asburgo (21 dicembre 1638-29 giugno 1639);
- Leopoldo I d'Asburgo (9 giugno 1640–5 maggio 1705);
- Maria d'Asburgo (13 maggio 1646).

### Imperatrice
Maria Anna arrivò alla corte imperiale di Vienna portando la moda, il teatro, la danza e la musica spagnola (compresa la prima chitarra). Come moglie dell'erede, mantenne buoni rapporti con tutti i membri della famiglia di suo marito; tuttavia, ha avuto un rapporto complicato con la matrigna di Ferdinando, l'imperatrice Eleonora Gonzaga, principalmente perché tra entrambe iniziò una competizione per l'influenza presso la corte imperiale. Maria Anna ha anche prestato molta attenzione alle arti, in particolare alla pittura. Ha collezionato opere di pittori italiani, spagnoli e fiamminghi del tardo Rinascimento e del primo barocco.
A Ratisbona il 22 dicembre 1636 Ferdinando fu eletto Re dei Romani, e una settimana dopo fu incoronato dall'arcivescovo di Magonza. Maria Anna fu incoronata regina di Germania il 21 gennaio 1637. Dopo la morte del padre, il 15 febbraio 1637, Ferdinando divenne imperatore del Sacro Romano Impero sotto il nome regale di Ferdinando III e divenne anche re di Ungheria e Boemia. La sua incoronazione come regina d'Ungheria ebbe luogo a Presburgo durante la dieta ungherese.
Maria Anna, essendo attiva in politica come consigliera del marito, era un'importante mediatrice tra l'imperatore e i loro parenti spagnoli. Nonostante difendesse sempre gli interessi del marito, non dimenticò gli interessi dei suoi fratelli. L'imperatore, durante le sue assenze dalla corte imperiale di Vienna, nominò sua moglie come reggente.

## Morte
Nel marzo 1645 Maria Anna e i suoi figli lasciarono Linz, a causa dell'arrivo dell'esercito svedese, e si trasferirono a Vienna. Ad aprile gli svedesi erano pronti ad attraversare il Danubio e minacciavano di occupare la città. La famiglia imperiale fuggì temporaneamente a Graz. Dopo essere tornati a Vienna, furono costretti a trasferirsi di nuovo a Linz a causa della pestilenza. La sesta gravidanza dell'imperatrice divenne nota nel gennaio 1646; quattro mesi dopo, il 12 maggio al castello di Linz, Maria Anna improvvisamente si sentì male per la febbre e per un'emorragia e morì il mattino dopo. Il suo figlio non ancora nato, una bambina, fu tolta viva dal suo grembo. Fu chiamata Maria come sua madre, ma visse solo poche ore. Il 24 maggio sia la madre che la figlia furono messe nella stessa bara, quindi trasferite a Vienna e sepolte nella cripta imperiale. Il corteo funebre fu accompagnato dall'ambasciatore spagnolo e dalla damigella d'onore dell'imperatrice. Molto turbato dalla morte di sua moglie e di sua figlia, l'Imperatore non fu in grado di partecipare al funerale. Tuttavia, dopo essere tornato a Vienna alla fine di agosto,  rese finalmente omaggio ai resti di Maria Anna, e in settembre annunciò il fidanzamento della loro figlia maggiore Maria Anna con Baltasar Carlo, Principe delle Asturie. Tuttavia, il principe morì il mese successivo poco dopo l'annuncio. Va notato che i cortigiani spagnoli della defunta imperatrice venuti con lei dalla Spagna, tra cui il suo confessore e le damigelle d'onore, rimasero alla corte imperiale di Vienna e vi abitarono per qualche anno dopo la sua morte.

## Ascendenza
|                             |                        |                            | Genitori                 |  |  | Nonni |  |  | Bisnonni          |  |  | Trisnonni           |  |
|                             |                        |                            |                          |  |  |       |  |  | Carlo V d'Asburgo |  |  | Filippo I d'Asburgo |  |
|                             |                        |                            |                          |  |  |       |  |  | Carlo V d'Asburgo |  |  | Filippo I d'Asburgo |  |
|                             |                        | Giovanna di Castiglia      |                          |  |  |       |  |  | Carlo V d'Asburgo |  |  |                     |  |
| Filippo II di Spagna        |                        |                            |                          |  |  |       |  |  | Carlo V d'Asburgo |  |  |                     |  |
|                             |                        | Isabella di Portogallo     | Manuele I di Portogallo  |  |  |       |  |  |                   |  |  |                     |  |
|                             |                        | Isabella di Portogallo     | Manuele I di Portogallo  |  |  |       |  |  |                   |  |  |                     |  |
|                             |                        | Isabella di Portogallo     | Maria d'Aragona          |  |  |       |  |  |                   |  |  |                     |  |
| Filippo III di Spagna       |                        | Isabella di Portogallo     |                          |  |  |       |  |  |                   |  |  |                     |  |
|                             |                        | Massimiliano II d'Asburgo  | Ferdinando I d'Asburgo   |  |  |       |  |  |                   |  |  |                     |  |
|                             |                        | Massimiliano II d'Asburgo  | Ferdinando I d'Asburgo   |  |  |       |  |  |                   |  |  |                     |  |
|                             |                        | Massimiliano II d'Asburgo  | Anna Jagellone           |  |  |       |  |  |                   |  |  |                     |  |
| Anna d'Asburgo (1549-1580)  |                        | Massimiliano II d'Asburgo  |                          |  |  |       |  |  |                   |  |  |                     |  |
|                             |                        | Maria di Spagna            | Carlo V d'Asburgo        |  |  |       |  |  |                   |  |  |                     |  |
|                             |                        | Maria di Spagna            | Carlo V d'Asburgo        |  |  |       |  |  |                   |  |  |                     |  |
|                             |                        | Maria di Spagna            | Isabella di Portogallo   |  |  |       |  |  |                   |  |  |                     |  |
| Maria Anna di Spagna        |                        | Maria di Spagna            |                          |  |  |       |  |  |                   |  |  |                     |  |
|                             | Ferdinando I d'Asburgo | Filippo I d'Asburgo        |                          |  |  |       |  |  |                   |  |  |                     |  |
|                             | Ferdinando I d'Asburgo | Filippo I d'Asburgo        |                          |  |  |       |  |  |                   |  |  |                     |  |
|                             | Ferdinando I d'Asburgo | Giovanna di Castiglia      |                          |  |  |       |  |  |                   |  |  |                     |  |
| Carlo II d'Austria          | Ferdinando I d'Asburgo |                            |                          |  |  |       |  |  |                   |  |  |                     |  |
|                             |                        | Anna Jagellone             | Ladislao II di Boemia    |  |  |       |  |  |                   |  |  |                     |  |
|                             |                        | Anna Jagellone             | Ladislao II di Boemia    |  |  |       |  |  |                   |  |  |                     |  |
|                             |                        | Anna Jagellone             | Anna di Foix-Candale     |  |  |       |  |  |                   |  |  |                     |  |
| Margherita d'Austria-Stiria |                        | Anna Jagellone             |                          |  |  |       |  |  |                   |  |  |                     |  |
|                             |                        | Alberto V di Baviera       | Guglielmo IV di Baviera  |  |  |       |  |  |                   |  |  |                     |  |
|                             |                        | Alberto V di Baviera       | Guglielmo IV di Baviera  |  |  |       |  |  |                   |  |  |                     |  |
|                             |                        | Alberto V di Baviera       | Maria Giacomina di Baden |  |  |       |  |  |                   |  |  |                     |  |
| Maria Anna di Wittelsbach   |                        | Alberto V di Baviera       |                          |  |  |       |  |  |                   |  |  |                     |  |
|                             |                        | Anna d'Asburgo (1528-1590) | Ferdinando I d'Asburgo   |  |  |       |  |  |                   |  |  |                     |  |
|                             |                        | Anna d'Asburgo (1528-1590) | Ferdinando I d'Asburgo   |  |  |       |  |  |                   |  |  |                     |  |
|                             |                        | Anna d'Asburgo (1528-1590) | Anna Jagellone           |  |  |       |  |  |                   |  |  |                     |  |
|                             |                        | Anna d'Asburgo (1528-1590) |                          |  |  |       |  |  |                   |  |  |                     |  |